# Neleucania rubra
Neleucania rubra là một loài bướm đêm trong họ Noctuidae.